# 东灵山
40°02′03″N 115°27′41″E / 40.034254°N 115.461514°E

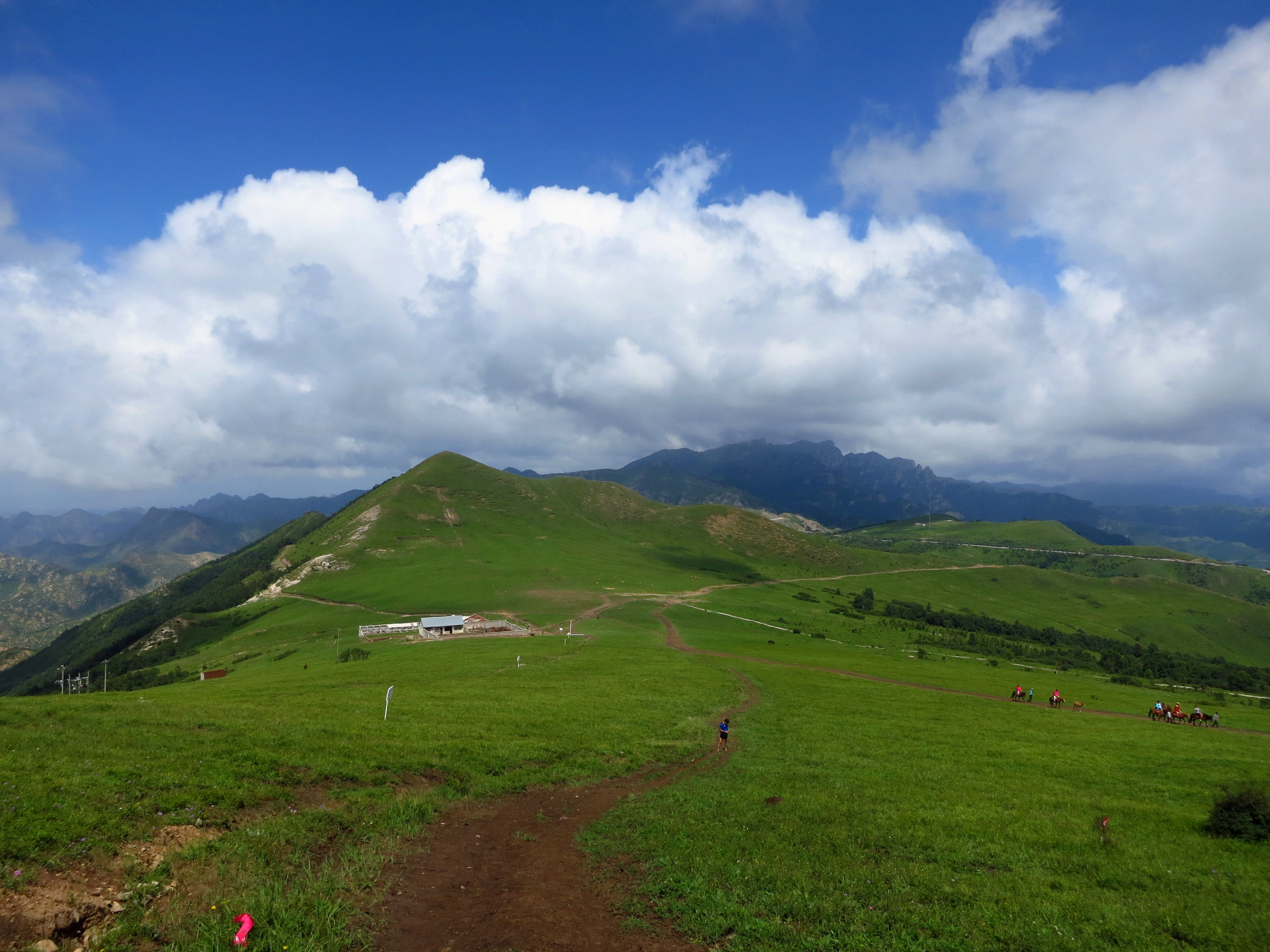
东灵山风景区内（2016年8月）

东灵山是一座位于中华人民共和国河北省与北京市两地交界处的山峰，主峰为2303米，是北京市的最高点，有「京西珠穆朗玛」之称。

## 旅游开发
东灵山西侧属于河北省张家口市涿鹿县矾山镇和南山区辖区，设有东灵山生态旅游区东灵山景区；东灵山东侧属于北京市门头沟区清水镇辖区，设有北京市门头沟灵山风景区。
东灵山植被主要为暖温带植被与西伯利亚寒冷地带亲缘植被，牦牛在此有天然养殖场。每年景区会举办藏族风情节，吸引游人来参观。

## 保护
1985年，北京市人民政府批建成立“北京百花山自然保护区”，东灵山属保护区范围。